# Залізничні Бірки
Залізничні Бі́рки — село в Україні, у Зміївській міській громаді Чугуївського району Харківської області. Населення становить 108 осіб. До 2020 орган місцевого самоврядування — Бірківська сільська рада.

## Географія
Село Залізничні Бірки знаходиться за 3 км від річки Джгун (правий берег), примикає до села Бірки, їх розділяє лінія залізниці, станція Бірки.

## Історія
В 2010 році постановою Харківської обласної ради селище Залізничні Бірки стало селом.
12 червня 2020 року, відповідно до Розпорядження Кабінету Міністрів України  № 725-р «Про визначення адміністративних центрів та затвердження територій територіальних громад Харківської області», увійшло до складу Зміївської міської громади.
19 липня 2020 року, в результаті адміністративно-територіальної реформи та ліквідації Зміївського району, село увійшло до складу Чугуївського району Харківської області.

## Населення

### Мова
Розподіл населення за рідною мовою за даними перепису 2001 року:
| Мова       | Кількість | Відсоток |
| ---------- | --------- | -------- |
| українська | 97        | 89.81%   |
| російська  | 11        | 10.19%   |
| Усього     | 108       | 100%     |